# Olovno bjelilo
Olovno bjelilo ili bazični olovni(II) karbonat  (Pb(OH)2 x 2PbCO3) je jedan od najstarijih, vrlo kvalitetnih, anorganskih pigmenata, ali je njegova upotreba zbog otrovnosti i štetnosti za zdravlje znatno smanjena ili napuštena.

## Osobine
To je bijeli pigment, po kemijskom sastavu bazični olovni(II) karbonat, ali je smjesa olovnoga karbonata i hidroksida. Boja se odlikuje vrlo lijepim sjajem i velikom moći pokrivanja, ali nije posve postojana, jer s vremenom na zraku crni. Trajan je i neosjetljiv na svjetlost, ali je osjetljiv na kiseline i reagira sa sumporovodikom prisutnim u zraku. Iako je otrovna i potamni s tragovima sumporovodika, olovno bjelilo se smatra najkvalitetnijom bijelom bojom. Zbog velike pokrivne moći i kao kvalitetni bijeli pigment upotrebljavao se u uljenim bojama za ličenje i u slikarstvu, ali je zbog otrovnosti njegova uporaba (kao i olovni sulfat) danas smanjena i sve češće zamijenjen titanijevim dioksidom.

## Dobivanje
Može se dobiti uvođenjem ugljikova dioksida i kisika u otopine olovnih soli.

## Olovno bjelilo kao pigment
Olovno bjelilo, Pb(OH)2∙2 PbCO3, bazični olovni(II) karbonat (olovo hidroksid karbonat), jedan je od najstarijih pigmenata, koji je još od grčkog i rimskog klasičnog doba pa sve do 19. stoljeća bio jedini kvalitetan bijeli pigment. Međutim, zbog svoje otrovnosti postao je mnogo manje važan i danas se proizvodi u sve manjim količinama i sve se rjeđe upotrebljava. Tehničko olovno bjelilo kristalni je prah gustoće oko 6 500 kg/m3. Maseni udio olovnog karbonata odstupa ponešto od iznosa što odgovara teorijskoj kemijskoj jednadžbi i iznosi od 62 do 75%. Spoj je netopiv u vodi i alkoholu, ali se otapa u kiselinama i lužinama. Djelovanjem sumporovodika njegova bijela boja tamni zbog stvaranja olovnog sulfida. 
Olovno bjelilo može se proizvesti na više načina. Prema starom, takozvanom holandskom postupku, koji je stoljećima bio u upotrebi, metalno olovo stavljalo se u zemljane posude s razrijeđenom octenom kiselinom. Posude su se zatim zatrpale gnojivom i drugim otpadnim tvarima koje trunu, pa se vrenjem (fermentacijom) razvijala toplina i ugljikov dioksid. Octena se kiselina isparavala i s olovom tvorila olovni acetat, koji je reagirao s ugljikovim dioksidom i stvarao fini bijeli olovni karbonat. Izolirani proizvod bio je vrlo kvalitetan, ali je postupak trajao više tjedana i zahtijevao mnogo ručnog rada. 
Danas se tehničko olovno bjelilo industrijski proizvodi mnogo brže (za nekoliko sati), iako se u načelu radi prema istoj reakcijskoj shemi. Obično se kao sirovina uzima olovni monoksid (olovna gleđa), koji mora biti vrlo čist. Oksid se razmulji vodom, dodaje octena kiselina i uz jako miješanje uvodi ugljikov monoksid, a istaloženi bazični olovo(II)-karbonat odvoji se od vode, suši i melje. 
Olovno bjelilo ističe se čistim tonom i sjajem, velikom moći pokrivanja i prianjanja, te fleksibilnošću. Naliči s olovnim bjelilom vrlo su postojani prema atmosferskim utjecajima i dobra su zaštita od korozije. Zbog toga se olovno bjelilo primjenjuje, iako sve manje, kao pigment u sredstvima za ličenje vanjskih površina, ali se zbog svoje izrazite otrovnosti više ne upotrebljava u lakovima i bojama za ličenje predmeta i ploha u zatvorenim prostorijama. Osim toga, olovno bjelilo služi i kao stabilizator koji povećava toplinsku postojanost vinilnih smola u PVC-u.

### Olovno bjelilo u slikarstvu
Olovno bjelilo je vjerojatno pored egipatsko plave najstariji anorganski pigment dobiven umjetnim putem. Zrači snažno i toplo. Slabije je moći bojenja od titanijevog bjelila ali jače od cinkovog bjelila. Odlično pokriva, a kao uljana boja suši se brzo. Kao vodena boja (akvarel) ili pastel, pocrni u dodiru sa sumporovodikom iz zraka i zato se upotrebljava samo kao uljana boja ili u temperi koja će se lakirati. Upotrebljava se i za pravljenje pripreme za platno. Olovno bjelilo djeluje kao kumulativni otrov. Do trovanja dolazi ako se duže vrijeme unosi u organizam.

### Slike
|                                                 |                                                                                            |                                                                                                  |                                                 |
| J. Vermeer: sve površine sadrže olovno bjelilo. | Michelangelo: svi tonovi tijela i svijetli dijelovi Marijine odjeće sadrže olovno bjelilo. | Rembrandt: sve boje sadrže olovno bjelilo, a ovratnik i kapa obojeni su čistim olovnim bjelilom. | Weyden: olovno bjelilo u bojama lica i ručnika. |